# Giovanna Bruna Baldacci
Giovanna Bruna Baldacci   (Pistoia, 19 de novembre de 1886 - segle XX) fou una compositora, pianista, professora de música i poeta italiana.

## Biografia
Va estudiar piano i composició a l'Istituto Musicale de Florència amb Francesco Cilea i Moretti.
Després d'acabar els seus estudis, Baldacci va treballar com a concertista de piano a Itàlia i a Suïssa. També va ensenyar cant coral i va contribuir amb articles a revistes professionals. El 1910 va guanyar el primer premi de composició en un concurs del Liceu italià. Entre els anys 1915 i 1919 va participar com a pianista i compositora en concerts del Lyceum de Florència. L'any 1916 apareixia com a professora de cant i de piano a Florència, segons l'anuari de la Toscana "guia administrativa, comercial i professional de la regió".
Va col·laborar com a escriptora de poesies a la revista Cordelia amb un total de 26 articles, publicats entre 1906 i 1911.
A partir del 1919 no es tenen notícies seves. Segons algunes fonts i a partir de la data d'edició d'algunes de les seves obres, espot afirmar que l'any 1936 encara vivia i era a Florència.

## Obres
Baldacci va compondre sobretot cançons i peces per a piano. Les obres seleccionades inclouen:
- I mesi dell'anno, coral infantil
- Madrigale per a tres veus i piano